# 鸚鵡嘴龍科
鸚鵡嘴龍科（Psittacosauridae）是一群角龍下目恐龍，生存於1億4020萬到9960萬年前。鸚鵡嘴龍科是由亨利·費爾費爾德·奧斯本在1923年所建立。命名。在2005年，由保羅·塞里諾（Paul Sereno）首次正式定義為演化支：包含了蒙古鸚鵡嘴龍（Psittacosaurus mongoliensis），以及所有與蒙古鸚鵡嘴龍關係較近，而離恐怖三角龍（Triceratops horridus）較遠的所有物種。
鸚鵡嘴龍科由生存於下白堊紀亞洲的基礎角龍類構成。目前已知另一屬是紅山龍。近年有研究認為紅山龍是鸚鵡嘴龍的一個種。